# Energie (schip, 1930, Alphen a/d Rijn)
De Energie is een varend monument, dat als wachtschip in gebruik is als moederschip voor kampen bij waterscouting Scouting Nautilius in Delft. Het schip heeft een doorlopend scheepsruim met alleen een toilet, 21 kooien en een kombuis in de roef.
Na het vaarseizoen worden elk jaar de lelievletten met de Energie op de hand in het andere schip van de groep, de Corbulo getakeld. Daar wordt 's winters het onderhoud aan de boten gedaan. Ten behoeve daarvan wordt een 4 cilinder diesel, 3 fase, 22KvA bij 1500 RPM aggregaat gebruikt voor de energievoorziening. Daarmee is het ook mogelijk om in plaats van het aan boord van schepen in principe onveilige gebruik van gas te omzeilen door een inductiekookplaat.
Gewoonlijk liggen beide schepen in de Nieuwe Haven in Delft, een insteekhaven aan de Delftse Schie.

## Liggers Scheepmetingsdienst[3]
| Meetnummer  | District en volgnr. | Meetdatum       | Meetplaats      | Lengte [m] | Breedte [m] | Inzinking [m] | Waterverplaatsing [ton] | Naam              | Eigenaar       | Domicilie |
| ----------- | ------------------- | --------------- | --------------- | ---------- | ----------- | ------------- | ----------------------- | ----------------- | -------------- | --------- |
| Ga2450N     | Gouda 2450          | 8 augustus 1930 | Alphen a/d Rijn | 26 m 05 cm | 4 m 21 cm   | 1 m 52 cm     | 87,860 ton              | NIEUWE ZORG       | A. Kruit Z.zn. | Den Briel |
| Andere naam |                     | 16 oktober 1954 |                 |            |             |               |                         | TIJD ZAL 'T LEREN |                |           |
| Andere naam |                     |                 |                 |            |             |               |                         | ENERGIE           |                |           |